# الرومانية الكاثوليكية في السعودية
الجالية الرومانية الكاثوليكية في السعودية تتبع روحيا الكنيسة الرومانية الكاثوليكية، تحت القيادة الروحية للبابا في روما. 

## التبعية الكنسية
لا توجد أي بطريركية في المملكة العربية السعودية، وهي تخضع للنيابة الرسولية لشمال شبه الجزيرة العربية.
في المملكة العربية السعودية، لا يوجد اختصاص إقليمي للكنيسة الكاثوليكية: يتم تضمين أراضي البلاد ضمن النيابة الرسولية لشمال شبه الجزيرة العربية، ومقرها في مدينة عوالي، دولة البحرين.

## عدم السماح بالشعائر المسيحية
ممنوع على هذه الجالية رسميا ممارسة طقوسها الدينية علانية، في السعودية. على الرغم من السماح للكاثوليك بدخول البلاد للعمل المؤقت. 
تسمح المملكة العربية السعودية للكاثوليك والمسيحيين من الطوائف الأخرى بدخول البلاد كعمال أجانب للعمل المؤقت فيها، لكنها لا تسمح لهم بممارسة عقيدتهم على العلن. ونتيجة لذلك، فإن الكاثوليك والمسيحيين من الطوائف الأخرى عمومًا يتعبدون سرًا في منازل خاصة. تحظر المواد والمقالات التي تنتمي إلى ديانات أخرى غير الإسلام. وتشمل هذه الأناجيل والصليب والتماثيل والمنحوتات، والأشياء ذات الرموز الدينية، وغيرها، على الرغم من أن سياسة الحكومة المعلنة هي أن هذه المواد كانت مسموح بها لأغراض دينية خاصة.
تحظر هيئة الأمر بالمعروف والنهي عن المنكر ممارسة أي دين آخر غير الإسلام. يعتبر تحول المسلم إلى دين آخر ردة في الإسلام، وهو أمر محظور، إلى جانب التبشير من قبل غير المسلمين، ويمكن أن يؤدي إلى عقوبة الإعدام. لا تسمح الحكومة لرجال الدين من غير المسلمين بدخول البلاد لغرض أداء الشعائر الدينية.

## عدد الكاثوليك في السعودية
يبلغ عدد الكاثوليك حوالي 1.3 مليون نسمة، ويشكلون نحو 7% من العمالة الوافدة للبلاد. هناك جالية كاثوليكية كبيرة في البلاد، تتكون حصريًا من العمال المهاجرين: الكاثوليك الفلبينيين (حوالي مليون، ويشكلون نحو 85% من عدد الكاثوليك وفقًا لتقديرات عام 2010) إضافة إلى الكاثوليك الهنود، وعددهم غير معروف بالضبط.
هناك جالية فلبينية كبيرة في المملكة العربية السعودية، يعتقد أن الكثير منهم من الكاثوليك. 

## العلاقات بين الفاتيكان والسعودية
لا يوجد علاقات دبلوماسية بين المملكة العربية السعودية والكرسي الرسولي. الممثل البابوي للمسيحيين المحليين هو المبعوث الرسولي في شبه الجزيرة العربية، والذي يعيش في الكويت.
حدثت لحظة تاريخية في 6 نوفمبر 2007، عندما استقبل البابا بندكت السادس عشر الملك عبد الله بن عبد العزيز في الجمهور في الفاتيكان.
في أبريل 2016، استقبل الملك سلمان بن عبد العزيز البابا تواضروس الثاني في مقر إقامته في القاهرة.